# XPk (Inschrift)

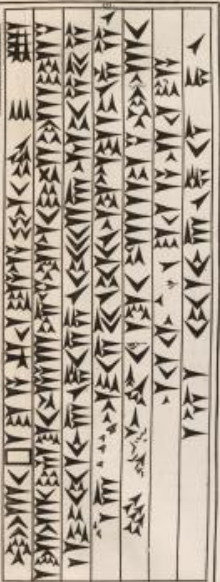
Fragmente der Inschriften DPb (Spalten 1–4) und XPk (Spalten 5–7). Zeichnung von Cornelis de Bruyn, 1711

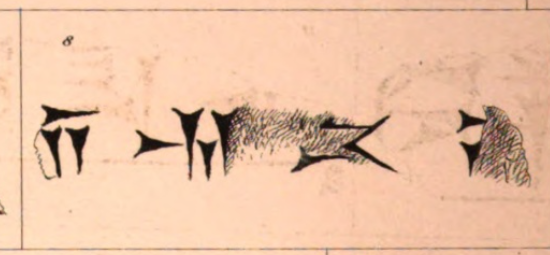
Zeichnung des Fragments der Inschrift XPk von William Ouseley 1821. Heute im British Museum mit der Inventarnummer BM 118854

XPk ist die Bezeichnung einer Inschrift von Xerxes I. (X). Sie wurde in Persepolis (P) entdeckt und von der Wissenschaft mit einem Index (k) versehen. Die Inschrift war ursprünglich in altpersischer, elamischer und babylonischer Sprache abgefasst. Es sind aber nur Reste der altpersischen und elamischen Sprachversion überliefert.

## Inhalt
„Xerxes, des Dareios, des Königs, Sohn, ein Achaimenide.“

## Beschreibung
Die Inschrift XPk wurde auf den Gewandfalten des Dareios-Reliefs am östlichen Pfosten des Südeingangs zur Haupthalle des Palasts des Dareios I. unterhalb der Inschrift DPaE gefunden. Das Relief mit XPk ist ein Spiegelbild des Reliefs des westlichen Pfostens desselben Eingangs mit den Inschriften DPaW und DPb. XPk war ursprünglich ein dreisprachiger Text mit je einer Zeile. Es sind nur Reste der altpersischen und elamischen Version erhalten. Die altpersische Sprachversion befindet sich auf der vordersten und die elamische auf der letzten, vierten Gewandfalte. Die zweite Falte ist nicht beschriftet, so dass sich die nicht mehr existierende babylonische Version auf der dritten Falte befunden haben muss.
Ein Fragment von XPk befindet sich in situ (am Ursprungsort). Ein anderes Fragment wurde von William Ouseley 1821 veröffentlicht und ist seit 1871 im Besitz des British Museum unter der Inventarnummer BM 118854. Andere Teile sind verschollen.

## Forschungsgeschichte
Ernst Herzfeld veröffentlichte die Inschrift 1938. In seiner Zeichnung unterscheidet er nicht, welche Keilzeichen er auf dem Fragment vorgefunden und welche er rekonstruiert hatte. Im Nachlass von Émile Benveniste befand sich eine Fotografie vom Fragment in Persepolis, die 1952 von Walter Bruno Henning an Émile Benveniste geschickt wurde. Das Bild zeigt den Abdruck und hat zu einer veränderten Textinterpretation geführt. Während Ernst Herzfeld das Logogramm für König (altpersisch XS) aus den Zeichen rekonstruiert hatte, wird heute die ausgeschriebene Schreibweise aus der Inschrift gelesen. Auf dem Fragment fehlt ebenfalls der Schlussteil der Rekonstruktion von Ernst Herzfeld (ein Achämenide). Es ist allerdings möglich, dass Ernst Herzfeld die Inschrift noch vollständiger angetroffen hat als Walter Bruno Hennig 20 Jahre später. Ergänzend sind die Beobachtungen von George G. Cameron 1953 anzubringen, der im Fragment von Persepolis einen altpersischen Teil des Namens von Xerxes und in der elamischen Sprachversion den ganzen Namen lesen konnte.
Man muss sich bei der Inschrift XPk in Erinnerung rufen, dass in der Wissenschaft als oberstes Ordnungskriterium für die Bezeichnungen der achämenidischen Inschriften der Name derjenigen Person gilt, den der Text eingangs im Nominativ aufführt. Das bedeutet, dass die Inschrift XPk Xerxes zugewiesen wird, er aber nicht der Autor sein muss. Während Ernst Herzfeld 1938 noch der Meinung war, dass die Inschrift als Autor Xerxes hat, hält sie Émile Benveniste 1951 für eine Inschrift von Dareios. Er untersuchte dabei die Zeichnung von Cornelis de Bruyn von 1711. George G. Cameron unterschied in derselben Zeichnung die Fragmente zweier verschiedenen Inschriften: DPb (Spalten 1–4) und XPk (Spalten 5–7). Teile der elamischen Sprachversion von XPk seien auf Spalte 5, der babylonischen auf Spalte 6 und der altpersischen auf Spalte 7 dargestellt. Dass die Zeichnung zwei verschiedene Inschriften beinhaltet und die Spalten rechts Teil einer Inschrift von Xerxes sind, hatte vor ihm bereits Georg Friedrich Grotefend 1802 herausgefunden. Georg Friedrich Grotefend war es auch, der feststellte, dass die Zeichen auf der Zeichnung von unten nach oben gelesen werden müssen und rekonstruierte sie erstmals 1837. Die Zeichnung von Cornelis de Bruyn enthält einen altpersischen Teil des ausgeschriebenen Wortes für König und das Wort für Sohn. Der babylonische Teil der Zeichnung enthält Xerxes, (of) Darius …… (the son) und der elamische Teil (of Dar)ius the king, the son …,.
Über ein zweites Fragment von William Ouseley von 1821 konnte der Schlussteil von XPk wiederhergestellt werden. Dieses Fragment enthält das Wort Achämenide.
Für die altpersische Version von XPk sind deshalb die Veröffentlichungen von Ernst Herzfeld, Cornelis de Bruyn und William Ouseley maßgebend. Für die elamische Sprachversion gelten die Veröffentlichungen von Ernst Herzfeld und Cornelis de Bruyn. Für die babylonische Sprachversion ist nur die Zeichnung von Cornelis de Bruyn überliefert. Rüdiger Schmitt formuliert die Zusammenführung vom Fragment in Persepolis mit den anderen Fragmenten vorsichtiger. Wenn man nur das Fragment in situ berücksichtige, könne man nicht mit Sicherheit sagen, ob die Inschrift ohne den Zusatz ein Achämenide geendet habe. Die Berücksichtigung der Fragmente von Cornelis de Bruyn und William Ourseley sprengte zwar den traditionellen Ansatz der Rekonstruktion einer Inschrift. Ihr Einbezug sei aber naheliegend. Sowohl in der Ausgabe des Corpus Inscriptionum Iranicarum von 2000 als auch in der aktuellen Standardausgabe für die altpersischen Sprachversionen der Achämeniden 2009 berücksichtigt Rüdiger Schmitt die beiden Fragmente.

## Rezeption
Mit den Inschriften DPa, DPf und XPc ist gesichert, dass der Palast von Dareios I. während seiner Regierungszeit gebaut wurde. Es ist deshalb unbestritten, dass die beiden Reliefs zusammen mit den Inschriften am südlichen Eingang des Palasts während seiner Regierungszeit geschnitzt wurden. Ernst Herzfeld stellte noch 1938 fest, dass die Figur am östlichen Türpfosten mit der Inschrift XPk Xerxes I. darstellte. In der neueren Forschung werden beide Figuren über die gezackte Krone, das Szepter in der Hand und die darüberliegenden Hauptinschrift DPa mit Dareios I. identifiziert.
XPk ist die einzige überlieferte Inschrift in Persepolis, in der der eingangs erwähnte Name nicht den Titel König für sich beansprucht. Xerxes wird nicht als König deklariert. Die Inschrift hat deshalb Fragen nach dem Verhältnis zwischen Vater und Sohn und nach der Position von Xerxes am Hof zu dieser Zeit hervorgerufen. Wann Dareios I. Xerxes als seinen Nachfolger festgelegt hatte, ist unbekannt. Gemäß Herodot bestimmte Dareios drei Jahre nach der Schlacht von Marathon und dem Aufstand in Ägypten seinen Erben, denn er war erpicht darauf, die Griechen und Ägypten zu bestrafen. Das persische Recht verlangte aber, dass der König vor einem Auslandseinsatz seinen Nachfolger bestimmte. Babylonische Überlieferungen aus den Jahren 507 v. Chr. und 498 v. Chr. zeigen, dass Dareios I. bereits früher einen Kronprinzen gewählt hatte. Es ist möglich, dass er zuerst Artobazanes, seinen ältesten Sohn, zum Kronprinzen ernannte, später seine Meinung änderte und Herodot diese Änderung in seiner Erzählung aufgriff. Die Änderung der Thronfolge würde auch erklären, warum Xerxes es für nötig befand, in seiner Gründungsurkunde XPf die Umstände seiner Ernennung zum Kronprinzen zu erklären. Aufgrund dieser Hinweise scheint es plausibel, die Erstellung der königlichen Figuren auf den Reliefs in die Jahre 487/486 v. Chr. mit Dareios als König und Xerxes als Kronprinzen festzulegen.